# Улрих II фон Абенсберг
Улрих II фон Абенсберг (на немски: Ulrich II von Abensberg; † сл. 1310) е благородник от баварската графска фамилия Абенсберги, господар на Абенсберг в Бавария.

## Произход и наследство
Той е син на Улрих I фон Абенсберг († сл. 1300), фогт на Рор, и съпругата му Агнес фон Леонберг († сл. 1291), дъщеря на граф Вернхард II фон Леонберг († 1283/1284) и Елизабет фон Шаунберг († сл. 1258). Внук е на Алтман II фон Абенсберг († сл. 1241) и съпругата му фон Щайн († сл. 1225), дъщеря на Хайнрих II/III фон Щайн († сл. 1230), фогт на Бибург. Роднина е на Конрад I фон Абенберг, архиепископ на Залцбург (1106 – 1147).
Брат му Вернхард фон Абенсберг († 1338) е женен за Елизабет фон Фраунберг. Сестра му Агнес фон Абенсберг († 1307) е омъжена за Хадмар II фон Лабер († 1324).
През 1232 г. дядо му Алтман II фон Абенсберг получава собствености на фамилията Щайн и построява замък Алтманщайн. Селището Алтманщайн получава неговото име. Улрих II фон Абенсберг продава замъка през 1291 г. на херцог Лудвиг II Строги Баварски. През 1374 г. замъкът отново принадлежи на Абенсбергите.

## Фамилия
Улрих II фон Абенсберг се жени за София фон Герцен († 1308). Те имат децата:
- Улрих III фон Абенсберг († 30 август 1367), господар на Абенсберг в Бавария и фогт на Рор, женен I. ок. 20 юни 1327 г. за Елизабет фон Гунделфинген († 25 февруари 1342/1354), II. вер. на 7 януари 1353 г. за Гертруд († сл. 25 февруари 1342)
- Йохан I фон Абенсберг († 1 ноември 1330)
- Конрад фон Абенсберг († сл. 1 януари 1349)
- Райхер Абенсберг († 1349)
- Маргарета I фон Абенсберг, омъжена за Ханс (Геволф) фон Дегенберг († 1373?)
- Маргарета фон Абенсберг († сл. 1333)
- Маргарета фон Абенсберг († сл. 1319), омъжена за Вулфинг I фон Голдек бургграф на Титмонинг († 24 април 1343)
- Агнес фон Абенсберг († пр. 1350)